# Bessarabske

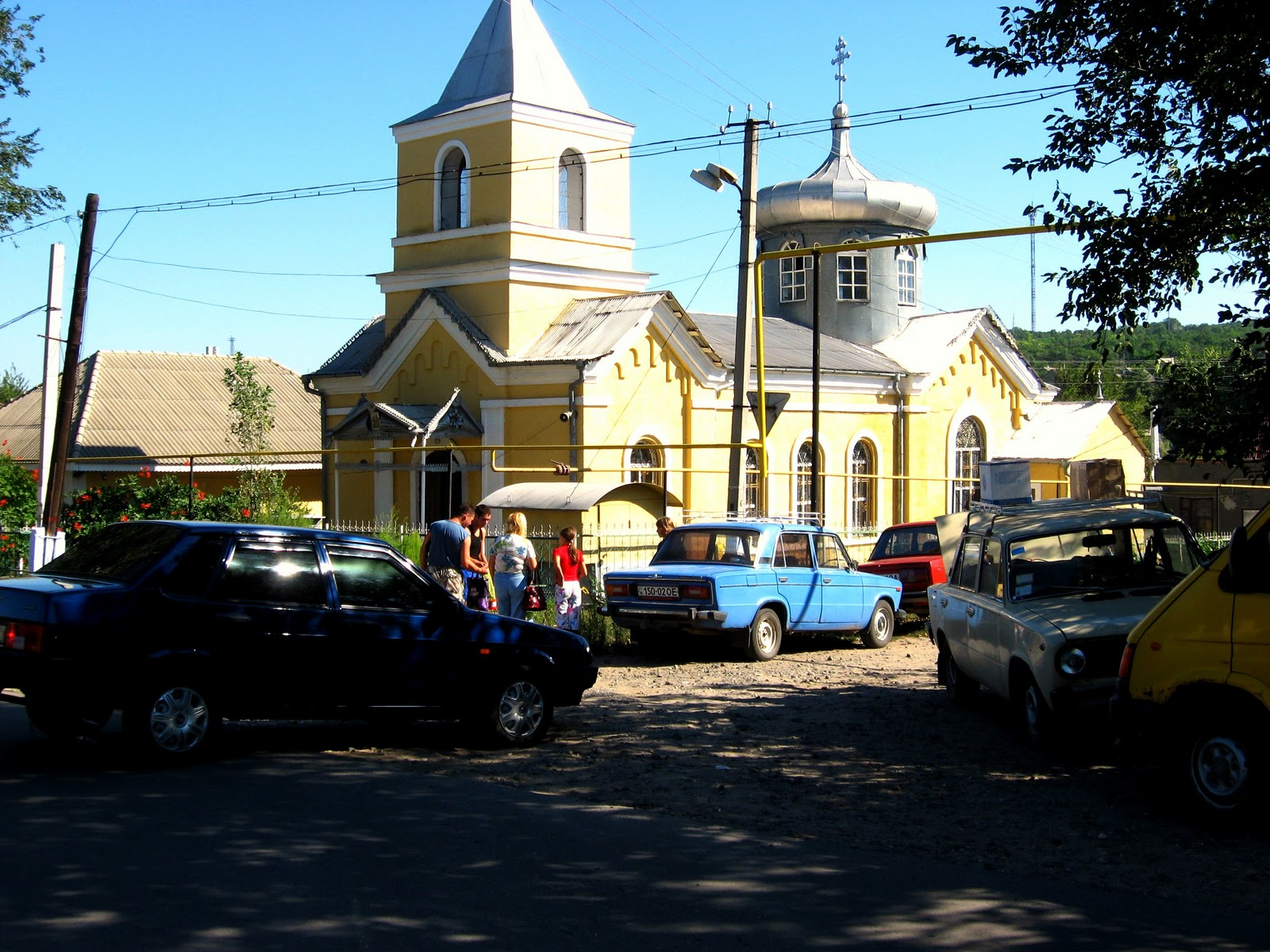
Kirche im Ort

Bessarabske (ukrainisch Бессарабське; russisch Тарутино Tarutino, deutsch Bessarabske, rumänisch Tarutina, griechisch Thyratyna) ist seit 1957 eine Siedlung städtischen Typs in der Oblast Odessa in der südlichen Ukraine. Am 19. September 2024 unterstützte die Werchowna Rada die Umbenennung des Dorfes Tarutyne in Bessarabske. Die Umbenennung trat am 26. September 2024 in Kraft.
118 km westlich von Odessa gelegen, war die Siedlung bis Juli 2020 das Zentrum des Rajons Tarutyne.

## Geschichte
Der Ort liegt im Gebiet des ehemaligen Fürstentums Moldau, das ein Vasallenstaat des Osmanischen Reichs war. Durch den Friede von Bukarest (1812) kam es mit dem Budschak an das Russische Kaiserreich. Die Neuerwerbung wurde als Kolonisationsgebiet behandelt und zunächst dem Generalgouverneur von Neurussland zugeordnet. Alexander I. (Russland) rief in einem Manifest von 1813 deutsche Kolonisten ins Land, um die neu gewonnenen Steppen in Neurussland zu kolonisieren. Der Ort hieß ursprünglich Antschokrack, nach einem der Namen des Flusses Bachmutka, an dem sich der Ort befindet. Später wurde es in Tarutino umbenannt, zu Ehren des Vormarsches der russischen Armee gegen die Franzosen, der im Oktober 1812 vom Dorf Tarutino im Ugodsko-Sawodski Bezirk des Gouvernements Kaluga begann. Hier gründeten 1814 deutsche Auswanderer Tarutino als erste deutsche Kolonie in Bessarabien. Die Ortschaft gehört zu den 24 bessarabiendeutschen Mutterkolonien. Sie wurden von Einwanderern gegründet, während Tochterkolonien später von Bewohnern der Mutterkolonien gegründet wurden.
Die Auswanderer, die sich hier 1814 niederließen, stammten vorwiegend aus dem norddeutschen Bereich. Darunter waren etwa 500 Personen aus Preußen, 250 aus Preußisch-Polen und 90 aus Mecklenburg. Nur etwa 70 kamen mit dem Schwabenzug aus Süddeutschland. Daher wurde im Ort plattdeutsch gesprochen. Bei der Auswahl des Siedlungsortes war eine Wasserquelle entscheidend. Ursprünglich hieß der Ort auf Geheiß der russischen Ansiedlungsbehörde „Elisabeth“, später wurde er in Tarutino umbenannt. Das beruht auf dem russischen Sieg in der Schlacht bei Tarutino  gegen Napoleon während des Vaterländischen Kriegs 1812 beim Dorf Tarutino im Gouvernement Kaluga.
Ihre gute wirtschaftliche Entwicklung verdankt die Siedlung einem 1826 eingerichteten Wochenmarkt. Später gab es einen Getreide-, Pferde-, Wein- und Holzmarkt. Tarutino war die größte bessarabiendeutsche Ansiedlung in Bessarabien mit etwa 3.700 Bewohnern im Jahr 1940. Im Ort befanden sich zwei der drei höheren Schulen der Bessarabiendeutschen:
- Evangelisch-deutsches Mädchenlyzeum (Höhere Töchterschule), 1878 eröffnet
- Evangelisch-deutsches Knaben-Lyzeum, 1906 eröffnet

Die Siedlung gehörte bis 1918 zum Russischen Reich und kam dann zum Königreich Rumänien. Nach der sowjetischen Besetzung Bessarabiens im Sommer 1940, gedeckt von dem Hitler-Stalin-Pakt, schlossen sich die etwa 1.600 bessarabiendeutschen Ortsbewohner im Herbst 1940 der Umsiedlung ins Deutsche Reich unter dem Motto Heim ins Reich an. 1941 bis 1944 wurde die Ortschaft von Rumänien besetzt, danach war sie ein Teil der Ukrainischen Sozialistischen Sowjetrepublik. Seit 1991 ist sie ein Teil der unabhängigen Ukraine.

## Verwaltungsgliederung
Am 12. Juni 2020 wurde die Siedlung zum Zentrum der neugegründeten Siedlungsgemeinde Tarutyne (Тарутинська селищна громада/Tarutynska selyschtschna hromada), zu dieser zählen auch noch die Siedlungen städtischen Typs Beresyne und Serpnewe sowie die 13 in der untenstehenden Tabelle angeführten Dörfer, bis dahin bildete sie die gleichnamige Siedlungsratsgemeinde Tarutyne (Тарутинська селищна рада/Tarutynska selyschtschna rada) im Zentrum des Rajons Tarutyne.
Seit dem 17. Juli 2020 ist sie ein Teil des Rajons Bolhrad.
Folgende Orte sind neben dem Hauptort Tarutyne Teil der Gemeinde:
| Name                     | Name         | Name                                         | Name                    |
| ukrainisch transkribiert | ukrainisch   | russisch                                     | rumänisch               |
| ------------------------ | ------------ | -------------------------------------------- | ----------------------- |
| Soborne                  | Соборне      | Березино (Beresino)                          | Berezina (Beresina)     |
| Jarowe                   | Ярове        | Яровое (Jarowoje)                            | Diulmeni                |
| Kalatschiwka             | Калачівка    | Калачовка (Kalatschowka)                     | Colăceni                |
| Krasne                   | Красне       | Красное (Krasnoje)                           | Crasna (Krasna)         |
| Luschanka                | Лужанка      | Лужанка                                      | Catzbach (Katzbach)     |
| Jaroslawowe              | Ярославове   | Малоярославец Второй (Malojaroslawez Wtoroj) | Malu-Mic (Alt-Posttal)  |
| Prykordonne              | Прикордонне  | Малоярославец Первый (Malojaroslawez Perwy)  | Malu-Mare (Wittenberg)  |
| Petriwsk                 | Петрівськ    | Петровск (Petrowsk)                          | Petrești (Peterstal)    |
| Pidhirne                 | Підгірне     | Подгорное (Podgornoje)                       | Kulmea (Kulm)           |
| Riwne                    | Рівне        | Ровное (Rownoje)                             | Cuporani                |
| Serpnewe                 | Серпневе     | Серпневое (Serpnewoje)                       | Leipțig, Leipzig        |
| Slobidka                 | Слобідка     | Слободка (Slobodka)                          | Minciuna                |
| Suchuwate                | Сухувате     | Суховатое (Suchowatoje)                      | Curudgica (Kurudschika) |
| Wilne                    | Вільне       | Вольное (Wolnoje)                            | Iserlia                 |
| Wynohradiwka             | Виноградівка | Виноградовка (Winogradowka)                  | Ciuleni                 |

## Ethnien

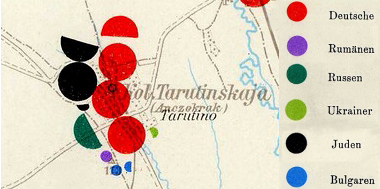
Ethnien in Tarutino

Nach der rumänischen Volkszählung von 1930 lebten 3500 Deutsche, 1550 Juden, 500 Russen, 150 Bulgaren und 100 Rumänen in Tarutino.

## Gewerbe
Ende des 19. und Anfang des 20. Jahrhunderts siedelten sich im Dorf zahlreiche Industriebetriebe an, beispielsweise eine Tuchfabrik, Brauerei, Färberei, Spinnerei, Gießerei, Dampfmühle, Ziegelei, Druckerei sowie Molkereien. Im Einzelhandelsbereich gab es Läden für Schuhe, Glas, Kurzwaren, Leder, Banken, Buchhandel. Die Bessarabiendeutschen entwickelten ein kulturelles Leben mit Sport- und Bildungsvereinen.

## Persönlichkeiten

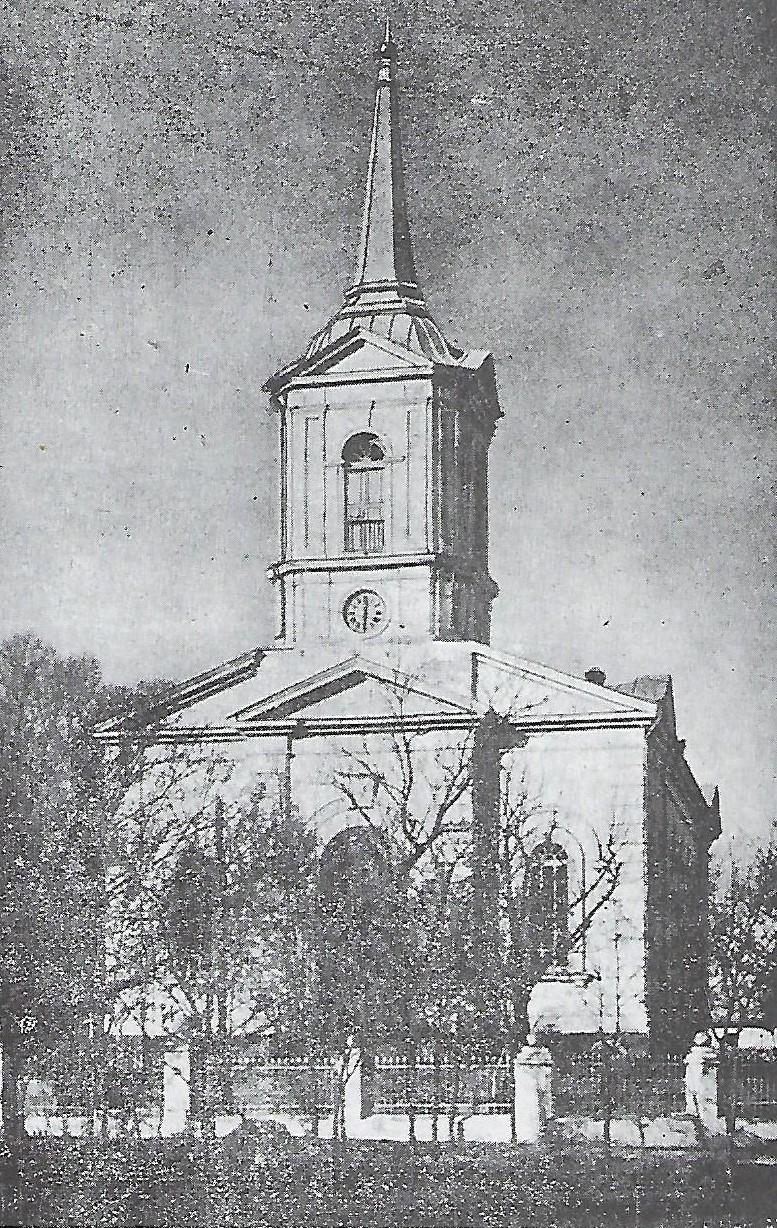
Tarutinoer Kirche

- Guido Pingoud (1851–1914), von 1892 bis 1914 Generalsuperintendent für den Petersburger Konsistorialbezirk
- Andreas Widmer (1856–1931), bessarabiendeutscher Bauer und Politiker aus Wittenberg
- Lew Israilewitsch Gutenmacher (1908–1981), jüdischer Informatiker aus Tarutino, Pionier der Computertechnik
- Israel Gohberg (1928–2009), jüdischer Mathematiker aus Tarutino
- Lucian Pintilie (1933–2018), rumänischer Regisseur, Schauspieler und Drehbuchautor aus Tarutino
- Rolf Schill (1933–1992), deutscher Komponist und Kapellmeister
- Boris Winogradow (* 1948), russischer Politiker